# توت آفتابی
 توت آفتابی(نام علمی: Solanum retroflexum) نام یک گونه از سرده بادنجان است.